# Laboratoire interdisciplinaire des sciences du numérique
Le Laboratoire Interdisciplinaire des Sciences du Numérique, d'acronyme LISN, est un laboratoire de recherche en sciences du numérique, situé sur le campus de l'Université Paris-Saclay, à Orsay et Gif-sur-Yvette.

## Présentation
L'institut est une unité mixte de recherche (UMR 9015) entre le CNRS et l'Université Paris-Saclay, avec pour tutelles secondaires l'Inria et CentraleSupélec. Il est issu de la fusion de deux UMR, le LIMSI (fondé en 1972) et le LRI, qui a eu lieu au 1er janvier 2021.
Le LISN compte, en mai 2025, environ 400 membres, se répartissant en 180 chercheurs et enseignants-chercheurs, 54 ingénieurs et techniciens, 145 doctorants, et accueille plus de 200 stagiaires chaque année. Sa direction est assurée par Sophie Rosset, directrice de recherche spécialisée dans le domaine du dialogue et des systèmes de dialogue, assistée de deux directeurs adjoints : Didier Lucor et Michel Beaudouin-Lafon.

## Recherche
Les recherches menées au LISN couvrent un large spectre scientifique allant de la simulation d'écoulements en mécanique des fluides à l'interaction humain-machine, en passant par l'algorithmique, l'intelligence artificielle, le traitement automatique des langues et de la parole, et la bio-informatique. Ces travaux répondent à des défis sociétaux multiples de la Stratégie Nationale de Recherche, notamment le traitement automatisé de grandes masses de données, les réseaux de nouvelle génération, les objets connectés, l'efficacité énergétique, et la conception d'interfaces collaboratives.
Le LISN dispose de plusieurs plateformes expérimentales notables, dont le "Fablab Digiscope" (un atelier de fabrication numérique ouvert au public) et des installations immersives comme "Wild & Wilder" et l'"EVE" (Evolutive Virtual Environment).

## Structure
Le LISN est structuré en cinq départements thématiques et cinq actions transversales :
- Départements de recherche
  - Algorithmes, Apprentissage et Calcul
  - Science des Données
  - Sciences et Technologies des Langues
  - Interaction avec l'Humain
  - Mécanique-Énergétique

- Actions transversales
  - Apprentissage Profond pour la Physique et Physique pour l'Apprentissage
  - Art et Sciences
  - Recherche responsable
  - Sciences du numérique et SHS (Sciences Humaines et Sociales)
  - Visualisation et exploration de grosses masses de données

## Collaborations et distinctions
Le LISN collabore avec de nombreux partenaires académiques et industriels, notamment des PME comme l'éditeur de plateformes d'intelligence artificielle Davi.
Plusieurs membres du LISN ont reçu des distinctions notables dans leurs domaines respectifs. Par exemple, dans le cadre du projet "Continuum" piloté par Michel Beaudouin-Lafon, professeur à l'Université Paris-Saclay, le laboratoire a obtenu un financement EquipEx+ du Programme d'investissements d'avenir (PIA4) début 2021.

## Localisation
Le LISN est implanté sur le campus de l'Université Paris-Saclay, avec deux sites principaux :
- Orsay : Campus Universitaire, Bâtiment 507, Rue du Belvédère, 91405 Orsay
- Gif-sur-Yvette : 3 rue Joliot Curie, Bâtiment Breguet, 91190 Gif-sur-Yvette

## Anciens laboratoires
- Le LIMSI (Laboratoire d'Informatique pour la Mécanique et les Sciences de l'Ingénieur), créé en 1972 par Lucien Malavard, était initialement le Centre de calcul analogique rattaché à l'ONERA[6].
- Le LRI (Laboratoire de Recherche en Informatique) était une UMR du CNRS et de l'Université Paris-Saclay.